# KXLA Hometown Jamboree

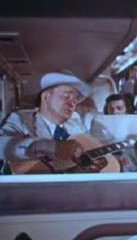
Tex Ritter

Das Hometown Jamboree war eine US-amerikanische Country-Sendung, die von KXLA aus Los Angeles, Kalifornien, gesendet wurde.

## Geschichte

### Anfänge und Erfolge
Das Hometown Jamboree wurde 1949 von dem Country-Musiker Cliffie Stone geschaffen. Es war damit praktisch der Nachfolger des Dinner Bell Roundups, ebenfalls von KXLA gesendet, und stellte den Anfang der erfolgreichen Serie von Westküsten-Shows wie der Town Hall Party, Tex Ritters Ranch Party und dem California Hayride. Von Anfang an war das Hometown Jamboree sehr populär und wurde später auch im Fernsehen übertragen. Anfänglich fanden die Shows im American Legion Stadium in El Monte statt; nach fünf Jahren zog man in den Harmony Park Ballroom in Anaheim, „to get closer to its audience“ hieß es.
Die Hausband des Hometown Jamborees bestand aus vielen talentierten und bekannten Musikern der damaligen Zeit, wie zum Beispiel Merle Travis, Speedy West, Jimmy Bryant und Billy Strange. Cliffie Stone fungierte neben seiner Tätigkeit als Produzent und Promoter der Show auch als Moderator. Viele erfolgreiche Country-Musiker waren Mitglieder der Show; Ferlin Husky, Tennessee Ernie Ford, Eddie Kirk, Charlie Aldrich, Red Sovine und Johnny Horton waren nur einige von ihnen.

### Ende
1959 wurde das Hometown Jamboree nach zehn Jahren Sendezeit eingestellt. Viele der Ensemble-Mitglieder hatten die Show oder sogar die Westküste verlassen und sich anderen Projekten zugewandt.

## Gäste und Mitglieder
| - Tex Ritter - Skeets McDonald - Ferlin Husky - Speedy West - Jimmy Bryant - Johnny Horton - Tennessee Ernie Ford - Merle Travis - Joe Maphis & Rose Lee - The Drifting Pioneers - Sammy Masters | - Red Sovine - Billy Strange - The Boone County Buccaneers - Betsy Gay - Jenks „Tex“ Carman - Molly Bee - Curly Fox - Herman the Hermit - Girls of the Golden West - Tommy Sands - The Armstrong Twins |